# Länsväg 111
De Zweedse weg 111 (Zweeds: Länsväg 111) is een provinciale weg in de provincie Skåne län in Zweden en is circa 38 kilometer lang. De weg ligt in het meest zuidelijke deel van Zweden en verbindt het schiereiland waarop Mölle gelegen is met Helsingborg.

## Plaatsen langs de weg
- Helsingborg
- Hittarp
- Domsten
- Viken
- Höganäs
- Nyhamnsläge
- Mölle

## Knooppunten
- E4 bij Helsingborg (begin)
- Länsväg 112 bij Höganäs